# Нижняя Суета
Нижняя Суета — село в Кемеровском районе Кемеровской области. Входит в состав Арсентьевского сельского поселения.

## География
Центральная часть населённого пункта расположена на высоте 212 метров над уровнем моря.

## Население
По данным Всероссийской переписи населения 2010 года, в селе Нижняя Суета проживает 30 человек (16 мужчин, 14 женщин).